# Cheshmeh Qareh
Cheshmeh Qareh (persiska: چشمه قره) är en ort i Iran.   Den ligger i provinsen Kermanshah, i den nordvästra delen av landet, 300 km väster om huvudstaden Teheran. Cheshmeh Qareh ligger 2 107 meter över havet och antalet invånare är 106.
Terrängen runt Cheshmeh Qareh är kuperad. Runt Cheshmeh Qareh är det ganska tätbefolkat, med 80 invånare per kvadratkilometer. Närmaste större samhälle är Dezej, 19,5 km norr om Cheshmeh Qareh. Trakten runt Cheshmeh Qareh består i huvudsak av gräsmarker.